# Macromitrium crassiusculum
Macromitrium crassiusculum är en bladmossart som beskrevs av Paul Pablo Günther Lorentz 1866. Macromitrium crassiusculum ingår i släktet Macromitrium och familjen Orthotrichaceae. Inga underarter finns listade i Catalogue of Life.